# Life, Animated
Life, Animated ist ein US-amerikanischer Dokumentarfilm von Roger Ross Williams, der am 23. Januar 2016 im Rahmen des Sundance Film Festivals seine Premiere feierte. Der Film erzählt die Geschichte von Owen Suskind, der bis zum Alter von drei Jahren ein ganz normaler Junge war, aber plötzlich eine Form von Autismus entwickelte und basiert auf dem gleichnamigen Buch, das sein Vater Ron Suskind darüber schrieb.

## Handlung / Inhalt
Owen Suskind steht kurz davor, die elterliche Wohnung zu verlassen und in einem betreuten Wohnheim sein eigenes Apartment zu beziehen sowie seinen ersten Job zu bekommen. Was für andere völlig normal, war für ihn bislang unvorstellbar, denn der 23-jährige war zwar bis zum Alter von drei Jahren ein redseliger, ganz normaler Junge, dann aber plötzlich entwickelte er eine Form von Autismus. Owen zog sich in sich selbst zurück, sprach nicht mehr, und seine Eltern verloren jede Hoffnung, noch einmal eine richtige Beziehung zu ihrem Sohn aufbauen zu können.

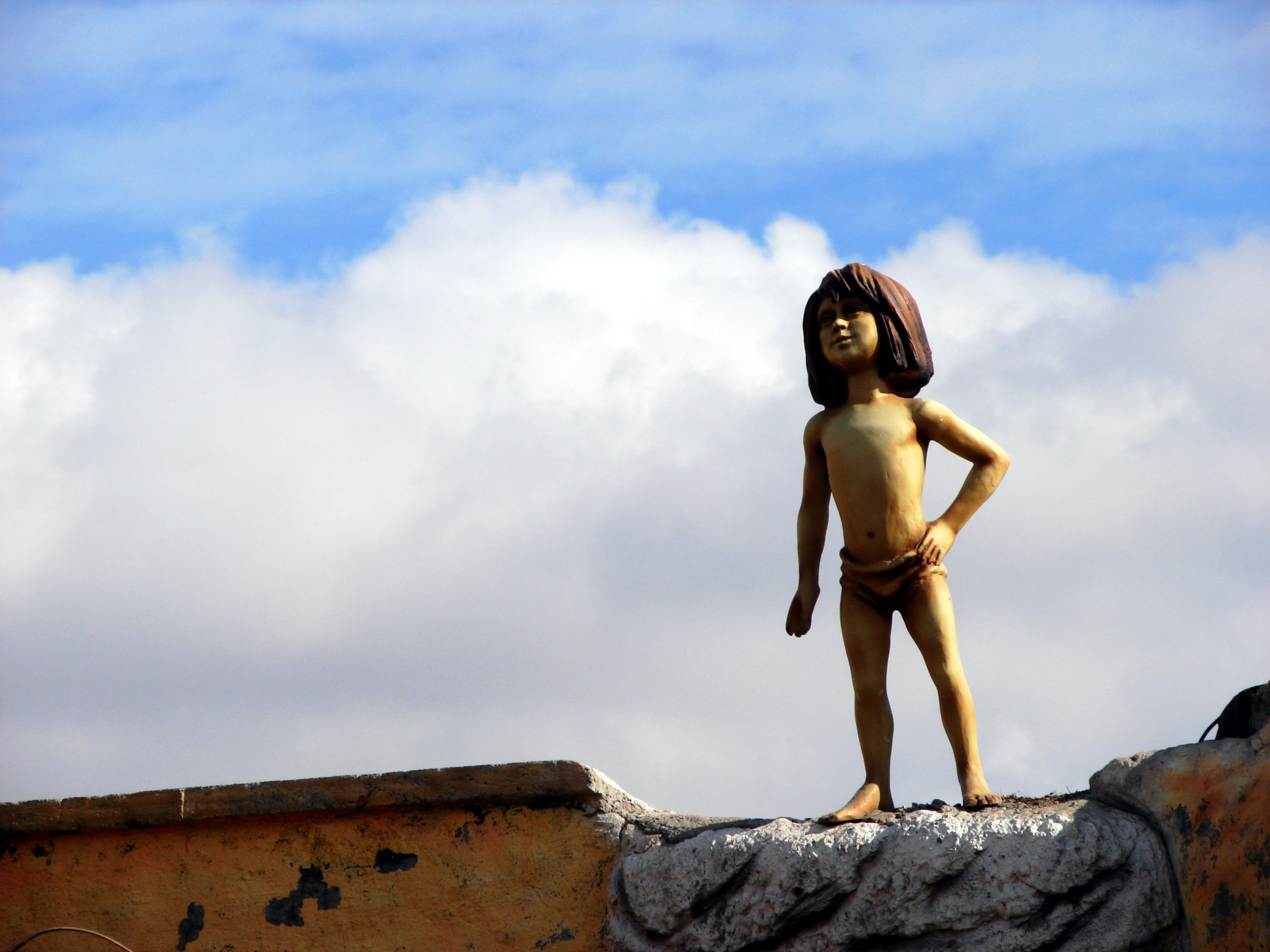
Über Disney-Figuren wie Mogli konnten Owens Eltern mit ihrem autistischen Sohn kommunizieren

Dann aber entdeckte er animierte Filme für sich und fand insbesondere durch die Zeichentrick-Geschichten von Disney nicht nur eine Möglichkeit, die Welt um sich herum zu verstehen, sondern selbst auch Gefühle zum Ausdruck zu bringen. Nach der Geburtstagsfeier seines Bruders, der traurig war, sagte der sechseinhalbjährige Owen zu seinen Eltern: „Walter doesn’t want to grow up, like Mowgli or Peter Pan.“ In diesem ersten seit Jahren von ihm gesprochenen Satz bezog sich Owen auf Figuren aus den Filmen Das Dschungelbuch und Peter Pan. Sein Vater, der Pulitzer-Preisträger Ron Suskind, entdeckte, dass er über die Disney-Filme, die sein Sohn sieht, Kontakt zu ihm aufnehmen und diese als gemeinsame Sprache nutzen kann, um zu seinem Sohn durchzudringen. Um Gefühle wie Liebe und Trauer auszudrücken, bediente sich Owen der Sprache von Trickfilmfiguren, was sein Vater in Rollenspielen mit einer Handpuppe von Jago, dem gemeinen Sidekick des Bösewichts in Aladdin, auch trainierte. In erster Linie identifiziert sich Owen mit den Nebenfiguren, den Helfern der Helden aus den Disney-Filmen, und wie sein Vater merken sollte, konnte er viele von diesen auswendig mitsprechen. So fand Ron Suskind wieder Zugang zu seinem Sohn.
Als Owen älter wurde, musste er zwar lernen, dass das Leben oft komplexer ist, als von Disney illustriert, doch steht er nun endlich vor dem großen Schritt in ein neues, eigenes Leben und wird zu einem scheinbar unabhängigen Erwachsenen.

## Produktion

### Literarische Vorlage

Der Film basiert auf einem Buch des Pulitzer-Preisträgers Ron Suskind

Der Film basiert auf dem Buch Life, Animated: A Story of Sidekicks, Heroes, and Autism, das Owens Vater Ron Suskind im Jahr 2014 als autobiografisches Werk über seine eigene Familie veröffentlichte. Darin beschreibt der Pulitzer-Preisträger, wie er und seine Familie über zwei Jahrzehnte versuchte, einen Kommunikationsweg mit Owen aufzubauen.

### Stab und Besetzung
Auf Grundlage dieses Buches schuf Regisseur Roger Ross Williams den Dokumentarfilm Life, Animated. Williams war im Jahr 2010 für seinen Dokumentarkurzfilm Music by Prudence mit einem Oscar ausgezeichnet worden.
Im Film zeigt Williams den zur Zeit der Dreharbeiten 23-jährigen Owen Suskind, der kurz davor ist, sein Elternhaus zu verlassen. Auch Owens Eltern und sein älterer Bruder Walter kommen zu Wort. Ärzte und Therapeuten versuchen dem Zuschauer im Film zu erklären, was in einem Autisten wie Owen vorgeht und wie sein Gehirn von Geräusche und visuellen Eindrücken um ihn herum überflutet wird.

### Filmmusik und Veröffentlichung
Die Filmmusik wurde von Dylan Stark und Todd Griffin komponiert. Der Film feierte am 23. Januar 2016 im Rahmen des Sundance Film Festivals seine Premiere. Am 1. Juli 2016 kam der Film in ausgewählte US-amerikanische Kinos und am 22. Juni 2017 auch in ausgewählte deutsche Kinos. Im Oktober 2017 wurde der Film im Rahmen des Filmfest Hamburg vorgestellt.

## Rezeption

### Kritiken
Der Film konnte bislang 94 Prozent der Kritiker bei Rotten Tomatoes überzeugen.
Thomas Abeltshauser von epd Film schreibt, in Life, Animated werde eine der Geschichten erzählt, die Oscar-Wähler lieben: „ein autistischer Junge lernt mithilfe von Disneyfilmen zu sprechen und findet seinen Platz im Leben.“ Abeltshauser bemängelt jedoch, Roger Ross Williams’ Dokumentarfilm sei so klebrig und manipulativ, wie die Animationsmärchen, die seinem Protagonisten halfen.
Susanne Lenz von der Berliner Zeitung meint, der Film komme für den westeuropäischen Zuschauer mitunter schier unerträglich munter und aufgekratzt daher.
Ihr Kollege Tilmann P. Gangloff schreibt in der Frankfurter Rundschau, Roger Ross Williams erzähle die Geschichte nicht frei von Pathos, aber mit viel Empathie, und einer der schönsten Momente des Films sei eine Sitzung des Disney-Clubs, den Owen als Teenager gegründet hat, um mit Schicksalsgefährten darüber zu sprechen, was sie aus den Filmen fürs Leben lernen können: „Stargast der letzten Sitzung ist der Schauspieler Jonathan Freeman, den Owen dank der Beziehungen seines Vaters in New York kennengelernt hat. Freeman hat in Aladdin Dschafar gesprochen, und zur allgemeinen Überraschung taucht auch noch sein Kollege Gilbert Gottfried auf, der Sprecher von Jago.“

### Auszeichnungen (Auswahl)
Der Film war 2017 in der Kategorie Bester Dokumentarfilm für einen Oscar nominiert. Hier eine Auswahl weiterer Auszeichnungen und Nominierungen:
San Francisco International Film Festival 2016
- Auszeichnung mit dem Publikumspreis – Documentary (Roger Ross Williams)

Satellite Awards 2016
- Nominierung als Bester Film – Documentary

Sundance Film Festival 2016
- Auszeichnung mit dem Directing Award – U.S. Documentary

Die Deutsche Film- und Medienbewertung FBW in Wiesbaden verlieh dem Film das Prädikat besonders wertvoll.